# Anna Maria Martinozzi
Anna Maria Martinozzi (Roma, 1637 - París, 4 de febrer de 1672) fou una noble italiana, filla del comte Geronimo Martinozzi (1610-1680) i de Laura Margarida Mazzarino (1608-1675), una germana del cardenal Mazzarino. Arran del seu casament amb el príncep Armand de Borbó-Conti va esdevenir princesa de Conti.
Sota l'empara del cardenal, es proposà el seu casament amb el duc de Candale, però finalment s'optà pel príncep de Contí, qui va rebre del cardenal Mazzarino un dot important. El matrimoni obeïa a interessos del mateix cardenal per a reconciliar-se amb una de les famílies que li havien estat més hostils, tot aprofitant l'avinentesa de l'Acord de Pesenàs, segons el quan el príncep de Conti era readmès a la Cort francesa, després d'haver estat declarat culpable per la seva participació en la guerra de la Fronde.
A partir del juny de 1654 el Príncep la deixa per tal d'assumir el comandament de les tropes franceses a Catalunya. Anna Maria no va tornar a veure el seu marit fins al 30 de novembre de 1656, quan es retroben al castell de Grange-des-Prés, però l'ha de deixar de nou per reprendre la guerra amb Espanya. Tot i que va enviudar molt jove, no es va voler tornar a casar. Va preferir una vida retirada i amb pocs luxes, dedicada plenament a l'educació dels seus fills i a fer obres de beneficència.

## Matrimoni i fills
El 21 de febrer de 1654 es va casar amb Armand de Borbó-Conti (1629-1666), fill del príncep Enric II de Borbó-Condé (1588-1646) i de l'aristòcrata francesa Carlota Margarida de Montmorency (1594-1650). La parella va tenir dos fills:
- SAR el príncep Lluís Armand de Borbó-Conti, nascut a París el 1661 i mort el 1685 a París. Es casà amb la princesa Maria Anna de Blois.
- SAR el príncep Francesc Lluís de Borbó-Conti, nascut a París el 1664 i mort a París el 1709. Contragué matrimoni amb la princesa Maria Teresa de Borbó-Condé.